# Vladimir Atlantov
Vladimir Andrejevič Atlantov (rusky Влади́мир Андре́евич Атла́нтов, * 19. února 1939 Leningrad, Sovětský svaz) je sovětský a ruský operní pěvec v tenorovém hlasovém oboru.

## Život
Atlantov se narodil v rodině operních pěvců. Jeho otec Andrej Petrovič Atlantov byl sólistou leningradského Malého divadla opery a baletu, matka Marija Alexandrovna Jelizarovová byla sólistkou Kirovova divadla opery a baletu.
Na vojně se stal sólistou Souboru písní a tanců Leningradského vojenského okruhu. Učil se v Glinkově sborovém učilišti a v roce 1945 byl přijat do Leningradské akademické sborové kapely, kterou absolvoval v roce 1956 jako sbormistr. V roce 1959 nastoupil na pěveckou fakultu Leningradské konzervatoře N. A. Rimského-Korsakova do třídy profesorů P. G. Tichonova, A. N. Kirejeva a N. D. Bolotinové. Absolvoval ji v roce 1963.
Ještě jako student 4. ročníku získal Atlantov angažmá stážisty v Kirovově divadle a v roce 1963, hned po absolutoriu, se stal sólistou.
V roce 1962 obdržel druhou cenu na 2. Glinkově všesvazové pěvecké soutěži. I proto získal právo stáže na mistrovské škole při milánské La Scale, kde si zdokonalil svou techniku pod vedením Gennara Barry. Tam také nastudoval čtyři role italské repertoáru – hraběte z Rigoletta, Richarda z Maškarního plesu, Rodolfa a Cavaradossiho z Tosky. V roce 1964 sám vystoupil na scéně La Scaly. V roce 1966 získal první cenu na Mezinárodní soutěži Petra Iljiče Čajkovského a po tomto úspěchu se stal členem Velkého divadla a o rok později jeho sólistou.
Ve Velkém divadle působil až do roku 1988 a nastudoval v něm 18 rolí. Mezi nejlepšími patřily role Germana (Piková dáma), José (Carmen), Dona Juana (Kamenný host Dargomyžského), Sadka (ve stejnojmenné opeře Rimského-Korsakova), Otella (ve stejnojmenné opeře Verdiho), Cavaradossiho (Tosca), Cania (Komedianti) nebo samozvance Lžidimitrije (Boris Godunov).
V roce 1988 emigroval ze Sovětského svazu na západ a vystupoval na největších scénách včetně newyorské Metropolitní opery nebo vídeňské Státní opery.

### Rodina
Atlantov žije ve Vídni. Je ženatý, jeho současnou manželkou je sopranistka Tamara Andrejevna Milaškinová. Z prvního manželství má dceru Ladu Atlantovovou. Ta vystudovala obor klavír na Moskevské státní konzervatoři. Působila jako děkanka hudební fakulty Státního speciálního institutu umění GSII a vyučovala zde sólový zpěv.

## Dílo

### Operní role
Kirovovo divadlo v Petrohradě
- Lenskij (Evžen Oněgin, 1963),
- José (Carmen, 1963),
- Alfredo (Traviata, 1963),
- Alvaro (Síla osudu, 1965),
- German (Piková dáma, 1966)

Velké divadlo v Moskvě
- Alfredo (Traviata, 1964),
- Lenskij (Evžen Oněgin, 1964),
- José (Carmen, 1966),
- German (Piková dáma, 1968),
- Vladimir Igorjevič (Kníže Igor, 1968),
- Pinkerton (Madame Butterfly, 1968),
- Don Carlos (Don Carlos, 1970),
- Cavaradossi (Tosca, 1971),
- Paolo (Rachmaninov: Francesca da Rimini, 1973),
- Semjon (Semjon Kotko, 1973),
- Vaudémont (Iolanta, 1974),
- Lžidimitrij (Boris Godunov, 1974),
- Sadko (Sadko, 1976),
- Don Juan (Dargomyžského Kamenný host, 1976),
- Otello (Verdiho Otello, 1978),
- Mozart (Rimského-Korsakova Mozart a Salieri, 1978),
- Canio (Komedianti, 1985),
- Andrej (Mazepa, 1986)

Role či úryvky z rolí na jiných scénách
- Samson (Samson a Dalila, 1988)
- Andrej Chovanskij (Chovanština, 1989)
- Finn (Ruslan a Ludmila, 1995)
- scéna a árie Radama z Aidy ad.

### Filmové role
- Věřte mi, lidé (Věrtě mně, ljudi, 1964) – Operní pěvec
- Nedělní muzikant (Voskresnyj muzykant, 1972) – Operní pěvec
- Moje Carmen (Moja Karmen, 1977) – José

## Ocenění
- 2. cena na II. Glinkově všesvazové pěvecké soutěži (1962, Moskva)
- 1. cena a zlatá medaile na III. Mezinárodní soutěži Petra Iljiče Čajkovského (1966, Moskva)
- 1. cena na III. Mezinárodní soutěži mladých pěvců v Sofii (1967)
- 4. cena na Mezinárodní pěvecké soutěži v Montrealu (1967)
- zasloužilý umělec RSFSR (1967)[2]
- národní umělec RSFSR (1972)
- národní umělec SSSR (1976)
- Glinkova státní cena RSFSR (1978) — za roli Dona Juana v Dargomyžského Kamenném hostu
- dva řády Rudého praporu práce (1971, 1981)
- titul komorní pěvec udělený rakouskou vládou (1987).[1]